# Greg Somerville
Greg Mardon Somerville (* 28. November 1977 in Wairoa, Neuseeland) ist ein neuseeländischer Rugby-Union-Spieler. Somerville spielt für den englischen Verein Gloucester RFC in der Premiership Rugby. Bis 2008 war er in der neuseeländischen Nationalmannschaft, den All Blacks.
Trotz einer schweren Verletzung, die er 2006 erlitt, schaffte er es 2007 in den Kader der Rugby-Union-Weltmeisterschaft, wie auch schon im Jahr 2003. Er ist ein Erste-Reihe-Stürmer, der auf der Position des rechten Pfeilers spielt. Somerville machte sein Länderspiel-Debüt im Jahr 2000 gegen Tonga, als die All Blacks mit 102:0 gewannen. Somerville benötigte 41 Länderspiele, bevor er seinen ersten, und einzigen Versuch für die All Blacks erzielte. Dies geschah gegen Fidschi im Jahr 2005. Damit ist Somerville derjenige All Black, der am längsten brauchte, um seinen ersten Versuch zu legen. Sein 50. Länderspiel bestritt er gegen Argentinien im Juni 2006 in Buenos Aires.
Bevor Somerville einen Vertrag über zweieinhalb Jahre beim Premiership-Club Gloucester unterschrieb und Neuseeland verließ, spielte er Provinzrugby für die Canterbury Rugby Football Union und in der Super 14 für die Crusaders, für die er, nachdem er gegen die Chiefs 1999 debütierte, 101 Spiele absolvierte. Somervilles Spitzname ist Yoda, benannt nach dem fiktionalen Charakter aus Star Wars.
Am 20. Dezember verletzte er sich gleich in seinem ersten Ligaspiel für Gloucester schwer am linken Auge, weshalb er operiert werden musste und für zwei Monate ausfiel. Somerville wird ab 2011 für die Melbourne Rebels in der erweiterten Super 14 spielen.